# 近鉄御所駅

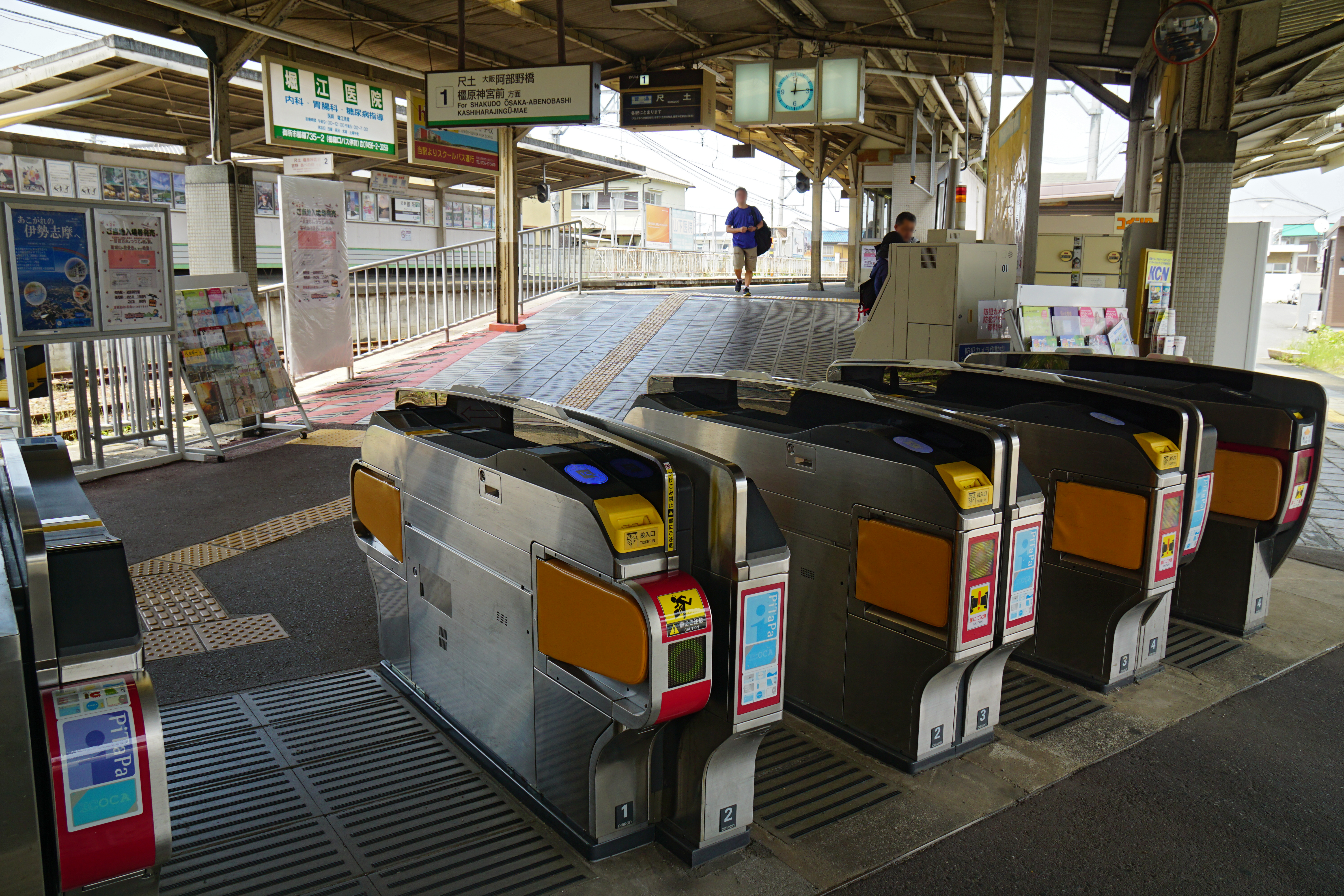
改札口

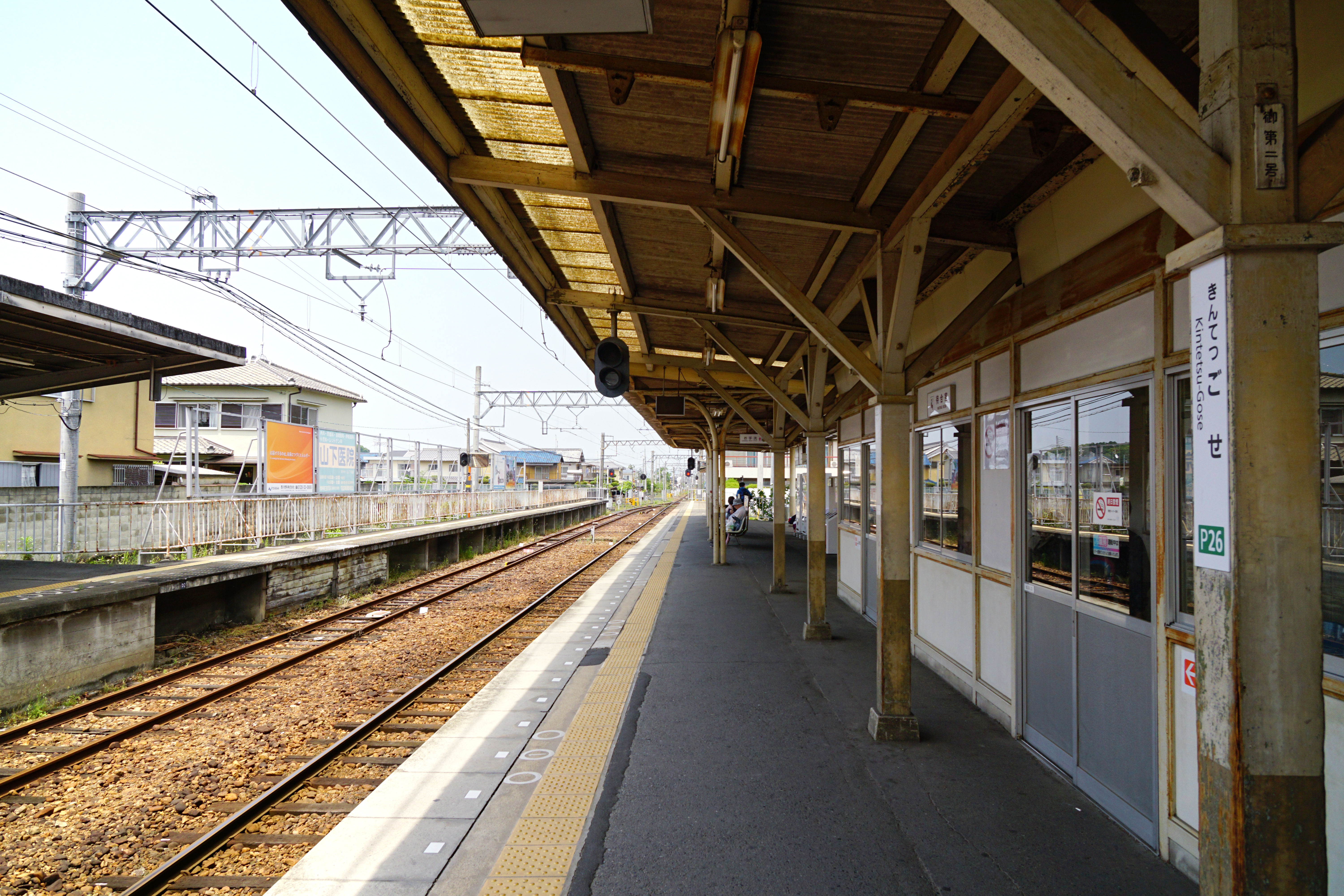
ホーム

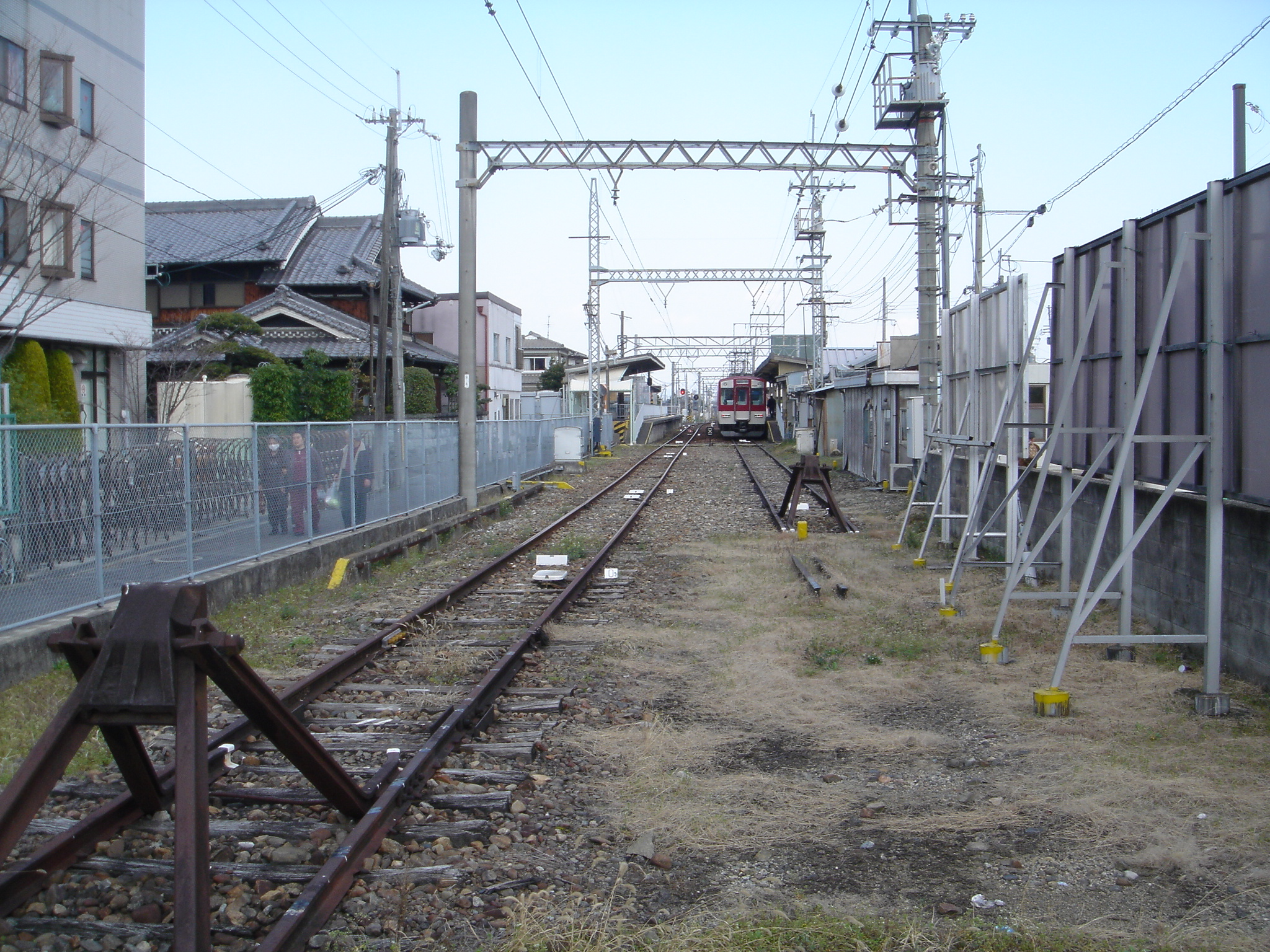
留置線から駅を眺める

近鉄御所駅（きんてつごせえき）は、奈良県御所市末広町にある、近畿日本鉄道（近鉄）御所線の終着駅。駅番号はP26。

## 歴史
- 1930年（昭和5年）12月9日：南和電気鉄道開通時に南和御所町駅として開業[2]。
- 1944年（昭和19年）
  - 4月1日：関西急行鉄道が南和電気鉄道を合併[3]。関西急行鉄道御所線の駅となり、関急御所駅と改称[4]。
  - 6月1日：戦時統合により関西急行鉄道が南海鉄道（現在の南海電気鉄道の前身。後に再独立）と合併[3]。近畿日本鉄道御所線の駅となり、近畿日本御所駅に改称[2]。
- 1970年（昭和45年）3月1日：近鉄御所駅に改称[2]。
- 2007年（平成19年）4月1日：PiTaPa使用開始[5]。
- 2021年（令和3年）10月1日以降時期不明：終日無人駅化[6]。

## 駅構造
相対式2面2線ホームの地上駅。ホーム有効長は4両分。終端駅だが、櫛形形状ではなく、引き上げ線が奥にある。これは南和電気鉄道時代の五条さらには近鉄時代になり五新線方面への延伸構想の名残である。駅舎は1番線ホーム東側（車止め寄り）にあり、2番線ホームへは構内踏切で連絡している。踏切は車止め側に設置されており、到着列車は原則としてホーム到着後そのまま尺土方面行き電車として折り返すため踏切を通過することはないが、万が一のオーバーランに備えてか列車到着時に必ず踏切が一旦作動し、列車が停車して数秒後に踏切が解除される。

### のりば
| のりば | 路線     | 行先     |
| ------ | -------- | -------- |
| 1・2   | P 御所線 | 尺土方面 |

- 普段は1番線ホームのみ使用され、2番線ホームは15時台の1列車のみ使用する[8]。

### 駅設備・営業面
- 無人駅で、PiTaPa・ICOCA対応の自動改札機および自動精算機（回数券カードおよびICカードのチャージに対応）が設置されている。
- 特急券や定期券は2018年4月までは朝の一部時間帯に限り駅窓口で購入可能であったが[9][10][11]、それ以降は発売を終了し、代替の特急券・定期券発売機能付き自動券売機も導入されていないため、2021年9月現在当駅で購入することはできない[12][13]。

## 当駅乗降人員
近年における1日乗降人員の調査結果は以下の通り。
- 2023年11月7日：2,585人
- 2022年11月8日：2,515人
- 2021年11月9日：2,462人
- 2015年11月10日：3,430人
- 2012年11月13日：3,819人
- 2010年11月9日：3,938人
- 2008年11月18日：4,238人
- 2005年11月8日：4,595人

## 利用状況
近年の1日平均乗車人員は以下の通りである。
| 年度               | 1日平均 乗車人員 |
| ------------------ | ---------------- |
| 1995年（平成7年）  | 4,217            |
| 1996年（平成8年）  | 4,094            |
| 1997年（平成9年）  | 3,826            |
| 1998年（平成10年） | 3,621            |
| 1999年（平成11年） | 3,366            |
| 2000年（平成12年） | 3,375            |
| 2001年（平成13年） | 3,232            |
| 2002年（平成14年） | 3,005            |
| 2003年（平成15年） | 2,902            |
| 2004年（平成16年） | 2,859            |
| 2005年（平成17年） | 2,838            |
| 2006年（平成18年） | 2,777            |
| 2007年（平成19年） | 2,663            |
| 2008年（平成20年） | 2,622            |
| 2009年（平成21年） | 2,507            |
| 2010年（平成22年） | 2,458            |
| 2011年（平成23年） | 2,372            |
| 2012年（平成24年） | 2,317            |
| 2013年（平成25年） | 2,242            |
| 2014年（平成26年） | 2,191            |
| 2015年（平成27年） | 2,110            |
| 2016年（平成28年） | 2,048            |
| 2017年（平成29年） | 1,973            |
| 2018年（平成30年） | 1,910            |
| 2019年（令和元年） | 1,887            |

## 駅周辺
- 御所警察庁舎（旧・御所警察署）
  - 近鉄御所駅前交番
- 日本郵便 御所郵便局
- 日本郵便 御所大正郵便局
- 御所市役所
- 御所市文化ホール
- 御所市立図書館
- 済生会御所病院
- ライフ
- 御所駅（JR和歌山線） - 東に徒歩5分ほど。
- 鴨都波神社 - 南に徒歩約8分。
- 奈良県立青翔中学校・高等学校 - 南に徒歩約10分。

### バス路線
奈良交通および御所市コミュニティバスの路線が発着する。

#### 奈良交通
- 1番乗り場
  - 特急[301]新宮駅行（かもきみの湯、五條バスセンター、十津川、湯の峰温泉経由）
  - [60]五條バスセンター行
  - [66]五條バスセンター行（テクノ中央通り東経由）
  - [70]五條バスセンター行（かもきみの湯経由）
  - [80]葛城ロープウェイ前行
  - [88]葛城ロープウェイ前行（小林経由）
- 2番乗り場
  - 夜行高速バス「やまと号」＜五條→新宿線＞　新宿・京王プラザホテル行（関東バスとの共同運行）
  - 特急[302]大和八木駅行（高田市駅、アルル北、医大病院前経由）＜終点まで各停＞
  - [161]大和八木駅行（高田市駅、イオンモール橿原北、医大病院前経由）
  - [60][70][76]近鉄大和高田駅行（高田市駅経由）
  - [53]大和八木駅行（郡界橋、橿原神宮前駅、医大病院前経由）

#### 御所市コミュニティバス
- 西コース 老人福祉センター行／掖上駅・吉野口駅経由 かもきみの湯行
- 東コース 老人福祉センター行／かもきみの湯行

## 隣の駅
近畿日本鉄道
P 御所線
■準急・■普通
忍海駅 (P25) - 近鉄御所駅 (P26)